# سوفی فرگوسن
 سوفی فرگوسن (انگلیسی: Sophie Ferguson؛ زادهٔ ۱۹ مارس ۱۹۸۶) یک تنیس‌باز اهل استرالیا است.